# Biotrituradora

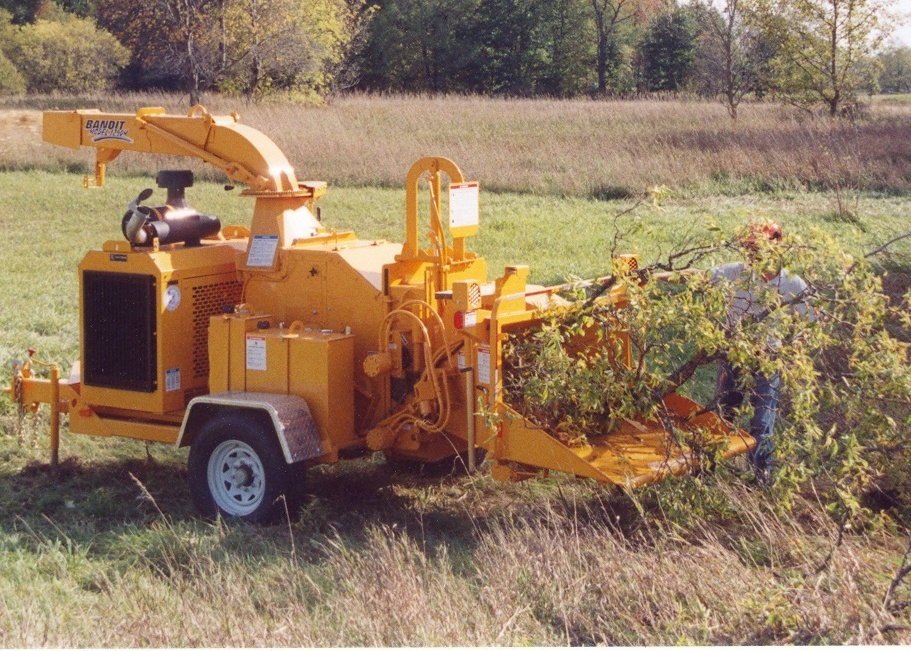
Trituradora de despojos vegetales

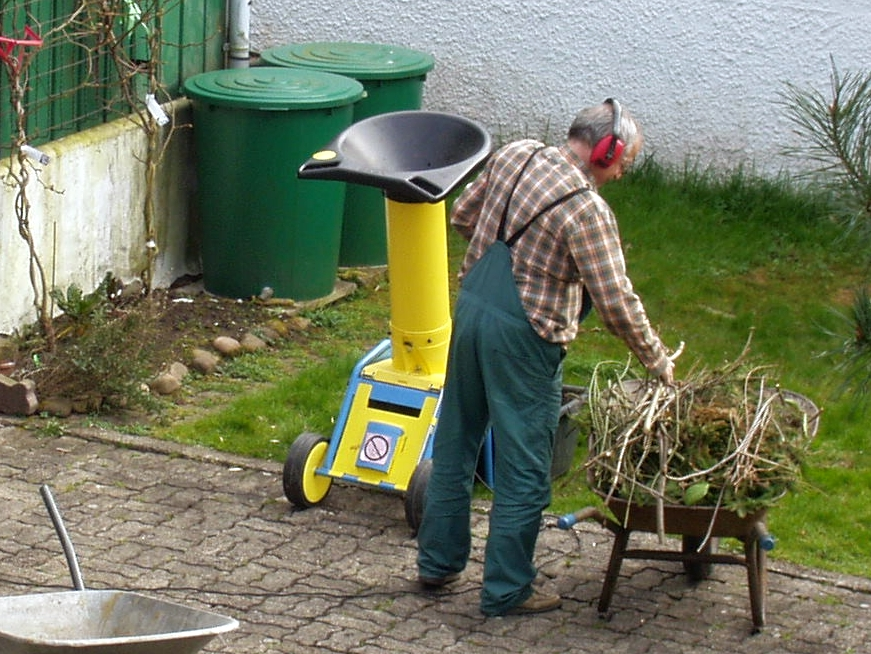
Trituración de residuos de jardín

Una biotrituradora, trituradora de ramas, trituradora de residuos vegetales o chipeadora, es una herramienta de agronomía y de silvicultura,  motorizada, sirve para reducir a virutas los despojos de jardines, parques públicos, vallas vegetales de infraestructuras lineales, etc., esencialmente ramas de plantas leñosas, facilitando así su transporte preparando para el compostaje.
Hay modelos de biotrituradora de alta potencia montados en camiones y accionados por un motor independiente. En general estos modelos también tienen incorporada una grúa hidráulica.

## Historia
La trituradora de madera fue inventada por Peter Jensen (Maasbüll, Alemania) el 1884, la trituradora de madera "Marke Angeln" que pronto se convirtió en la actividad principal de su empresa, que ya producía y reparaba maquinaria dedicada a la carpintería.
A partir de la década de 1990, aparecieron pequeños modelos adaptados a los jardines privados. Algunos han sido aparatos no exentos de peligro y a menudo muy ruidosos que exigen precauciones de seguridad.

## Tipo

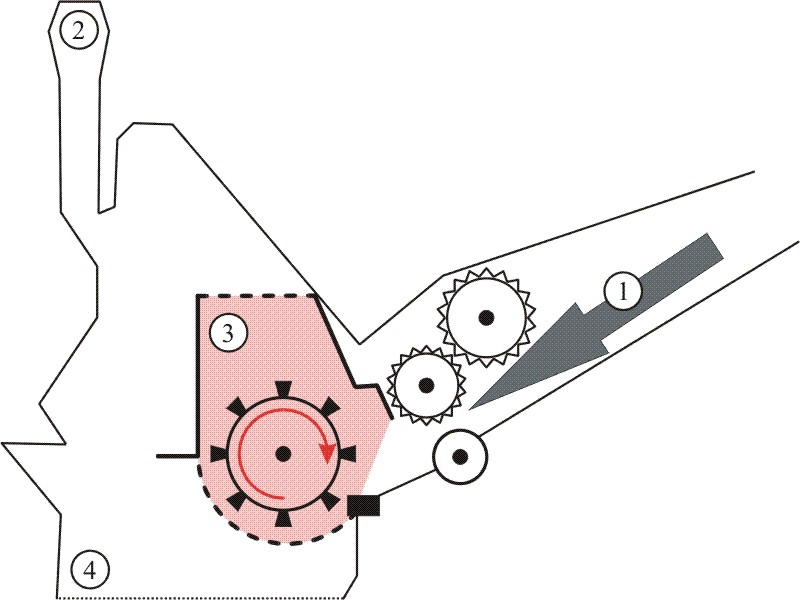
Esbozo funcional de una trituradora de tipo "tambor". 1) Entrada de materiales, 2) Respiración 3) Tamboren la zona de prensado mecánico (de color rojo) y 4) Descarga

### Rodillos de alto par
Las trituradoras de ramas que hacen uso de rodillos de alto par y baja velocidad están creciendo en popularidad para uso residencial. Estas trituradoras son accionadas con un motor eléctrico y hacen muy poco ruido, son libres de polvo, y traen auto-alimentación. Algunas de estas máquinas están equipadas con una función "anti-bloqueo".

### Disco
El diseño original de la trituradora  emplea un disco de acero con cuchillas montadas directamente sobre el disco, como mecanismo de trituració. Esta tecnología se remonta a una invención del alemán Heinrich Wigger, quién   obtuvo una patente el 1922.

### Tambor
Los tipos más modernos de trituradora emplean un mecanismo que consta de un gran tambor de acero accionado por un motor que lo hace girar, generalmente, mediante una correa y un embrague centrífugo. El tambor está montado paralelo a la tolva y se hace girar en dirección hacia la rampa de salida. El tambor también sirve como mecanismo de alimentación.

## Clases de biotrituradoras.

### Biotrituradoras eléctricas
Son un tipo de biotrituradora que utilizan la electricidad como energía para su funcionamiento. Tienen la potencia más limitada que otros tipos, y se ven limitadas por el cable que les proporciona la energía. En cambio su relación calidad-precio es bastante buena.

### Biotrituradoras de gasolina
Estas trituradoras se alimentan de gasolina para su funcionamiento. Son más potentes y resistentes que las anteriores, aunque más ruidosas y menos ecosostenibles.

### Trituradoras de ramas para tractor
En este caso la trituradora va acoplada a un tractor agrícola que es el que le proporciona la energía para su funcionamiento. Se utilizan para explotaciones agrícolas, son mucho más potentes y su capacidad de trabajo es superior a las anteriores.

## Características de las biotrituradoras

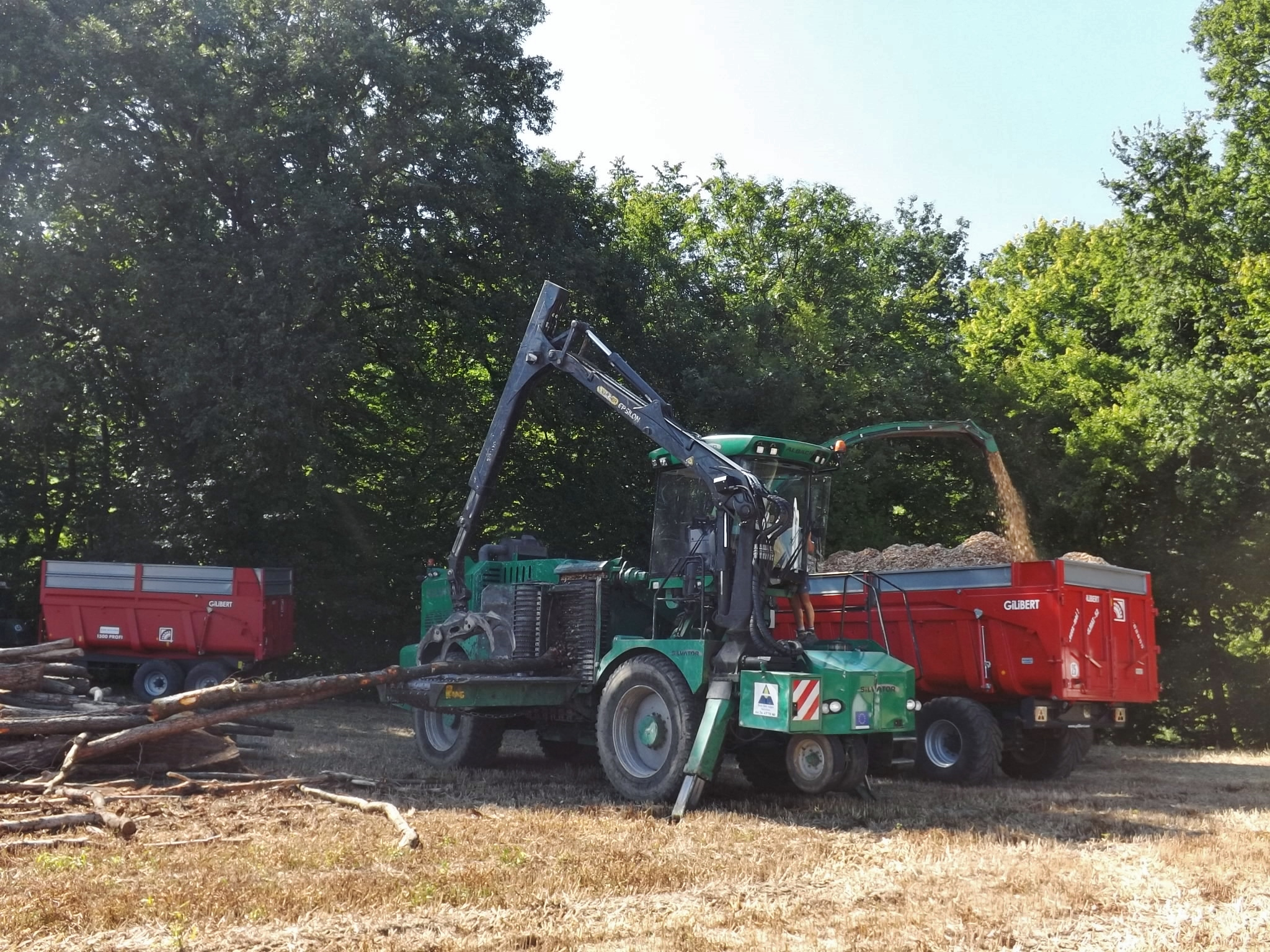
biotrituradora de madera en acción.

Hay numerosos tipos adaptados a usos diferentes (silvicultura y cura de bosques, agricultura, agroforesteria, horticultura, paisajismo o jardinería):
- móviles (autopropulsadas, impulsadas, semi-montadas o remolcadas);
- alimentadas manualmente o automáticamente;
- con o sin rampa de alimentación y recipiente de recepción de virutas;
- grandes o pequeñas (diferentes medidas;
- impulsadas ya sea por la presa de fuerza de una máquina agrícola, ya sea por un motor de explosión o incluso por un motor eléctrico, por los modelos más pequeños destinados a los particulares..

Los modelos individuales para un pequeño jardín están equipadas con una cuchilla rotativa plana (tipo Cortacésped) o con un tambor giratorio (tipo garlopa eléctrica).

## Normalización
En Europa, para ciertos tipos de biotrituradoras de madera, existe una norma homologada (Uno34-300) impuesta por la comisión en el marco de una directiva Europea :
DI 98/37 01/06/1998 en relación con el acercamiento de las legislaciones de los Estados miembros relativas a las máquinas.